# 29.ª División (Ejército Popular de la República)
La 29.ª División fue una formación militar perteneciente al Ejército Popular de la República que luchó durante la Guerra Civil Española. Creada originalmente en 1937 a partir de la militarización de la columna del POUM, sería disuelta y nuevamente recreada a comienzos de 1938, operando en el frente de Extremadura.

## Historial
La división fue creada en abril de 1937, en el frente de Aragón, tras la militarización a la antigua milicia del Partido Obrero de Unificación Marxista (POUM) —la llamada división «Lenin»—. La unidad, que quedó bajo el mando del comandante José Rovira, estaba compuesta por las brigadas mixtas 128.ª y 129.ª, procedentes de las antiguas columnas. A mediados de junio, en el contexto de la represión gubernamental contra el POUM, Rovira fue detenido por las autoridades republicanas. El mando de la unidad sería asumido por el mayor de milicias Miguel García Vivancos. La 29.ª División llegó a participar en la ofensiva de Huesca, si bien tuvo un rendimiento mediocre. En el mes de agosto la división terminaría siendo disuelta y reorganizada, distribuyéndose a sus antiguos miembros entre otras unidades.
En febrero de 1938 se recreó la 29.ª División, bajo el mando del comandante de infantería Antonio Rúbert de la Iglesia. La división quedó integrada en el VII Cuerpo de Ejército, en el frente de Extremadura. Durante el mes de julio intervino en los combates de la Bolsa de Mérida, de los cuales saldría quebrantada. Consecuencia de ello, debió ser sometida a una profunda reorganización. A partir de agosto pasó a quedar incorporada al VI Cuerpo de Ejército.

## Mandos
Comandantes
- mayor de milicias José Rovira Canales (desde abril de 1937);
- mayor de milicias Miguel García Vivancos (desde julio de 1937);
- comandante de infantería Antonio Rúbert de la Iglesia (desde febrero de 1938);[9]
- mayor de milicias Antonio de Blas García;[n. 2]
- teniente coronel Fernando Monasterio Bustos[13] (desde abril de 1938);
- comandante de infantería José Cirac Laiglesia (desde noviembre de 1938)

Comisarios
- Joaquín Vila Claramunt, del PSUC (desde febrero de 1938);[14]
- Benigno Alonso de Dios, del PCE (desde agosto de 1938);[15]
- Froilán Nanclares Cocho (desde marzo de 1939)

Jefes de Estado Mayor
- capitán de infantería Enrique Trigo Bru (desde febrero de 1938);
- comandante de infantería Luis Recuenco Gómez (desde abril de 1938);

## Orden de batalla
| Fecha                 | Cuerpo de Ejército adscrito | Brigadas Mixtas integradas | Frente de batalla |
| --------------------- | --------------------------- | -------------------------- | ----------------- |
| Mayo de 1937          | X Cuerpo de Ejército        | 128.ª y 129.ª              | Aragón            |
|                       |                             |                            |                   |
| Febrero de 1938       | VII Cuerpo de Ejército      | 62.ª, 109.ª y 46.ª         | Extremadura       |
| Marzo de 1938         | VII Cuerpo de Ejército      | 46.ª, 109.ª y 104.ª        | Extremadura       |
| 30 de abril de 1938   | VII Cuerpo de Ejército      | 46.ª, 109.ª y 210.ª        | Extremadura       |
| Julio de 1938         | VII Cuerpo de Ejército      | 25.ª, 46.ª y 109.ª         | Extremadura       |
| 18 de julio de 1938   | VII Cuerpo de Ejército      | 25.ª y 109.ª               | Extremadura       |
| Agosto de 1938        | VI Cuerpo de Ejército       | 46.ª, 109.ª y 44.ª         | Extremadura       |
| 23 de octubre de 1938 | VI Cuerpo de Ejército       | 46.ª, 148.ª y 192.ª        | Extremadura       |
| Noviembre de 1938     | VI Cuerpo de Ejército       | 46.ª, 109.ª y 194.ª        | Extremadura       |